# Temple Guǎngjì
El Temple Guǎngjì (xinès tradicional: 廣濟寺, xinès simplificat: 广济寺, pinyin: Guǎngjì Sì) o Temple del Vast Socors és un temple budista situat al districte de Xicheng, a Pequín. L'entrada és al carrer Fuchengmen, prop de l'estació de metro de Xisi. El temple és també la seu de l'Associació Budista de la Xina.
Fou construït durant la dinastia Jin, tot i que s'hi feren diverses ampliacions posteriors fins a arribar a l'estructura actual, que es finalitzà durant la dinastia Ming, concretament entre 1457 i 1464, gràcies a un monjo de la província de Shanxi anomenat Hui He. Quan el govern central de la Xina inaugurà el temple després de la restauració hi incorporà una placa on s'hi llegia "弘慈广济" (literalment amplificant la misericòrdia i estenent l'ajuda). Posteriorment, durant la dinastia Qing, diversos monjos molt cultes van situar el temple al centre de la difusió del budisme.
El temple ocupa una àrea de més de 23 km² i consta de diverses edificacions i patis. Entre les edificacions, en destaquen quatre halls, i dues torres (dites la de la campana i la del tambor). Dins el Hall del Rei Celestial s'hi troba el Buda de Maitreya rodejat dels quatre reis celestials, i al sostre la Roda del Dharma. D'altra banda, al segon pati s'hi troba el Hall Mahavira, i davant del hall un vas de bronze que data de 1793, durant el regnar de l'Emperador Qianlong de la dinastia Qing (1644-1911). Aquest vas fa dos metres d'alçada i consta amb els vuit tresors del budisme. Dins del hall hi ha estàtues de Buda i 18 arhats (practicants del budisme dels que es diu que tenen poders especials). A l'altra banda de la paret del darrere hi ha un mural pintat per un artista de la dinastia Qing. Aquest mural fa 5 metres d'alt i 10 d'ample i fou pintat usant els dits de l'artista en comptes de pinzells, fet que li confereix un alt valor artístic.
El temple custodia una paret de 18 figures budistes, diverses relíquies religioses de la dinastia Ming i té una biblioteca amb més de cent mil volums d'escriptures en vint llengües diferents, algunes de les quals daten d'abans de la dinastia Song (960–1279).